# Okręg Kurbin
Okręg Kurbin (alb. rrethi i Kurbinit) – jeden z trzydziestu sześciu okręgów administracyjnych w Albanii; leży w zachodniej części kraju, w obwodzie Lezha. Liczy ok. 55 tys. osób (2008) i zajmuje powierzchnię 273 km². Jego stolicą jest Laç.
W skład okręgu wchodzą cztery gminy: dwie miejskie (alb. Bashkia) Laç, Mamurras oraz dwie wiejskie Fushë-Kuqë, Milot.